# 비봉산 (경기)
비봉산은 대한민국 경기도 안성시 죽산면에 위치한 산이다. 안성시의 삼죽면, 죽산면, 용인시의 경계에 걸쳐 있는 한국의 화강암 산다. 높이는 해발 372m이다. 산 하구에 죽주산성과 죽산중학교, 죽산고등학교가 있고, 죽산중학교 교가에도 나온다.